# Markarian 177
Markarian 177 es una galaxia enana compacta azul situada a 90.000.000 años luz (28 Mpc), en la constelación de la Osa Mayor, en el cuenco del asterismo de la Osa Mayor. Este descubierto por el astrónomo Benjamin Markarian. Por otro lado, es una galaxia peculiar que se aleja de nosotros a una velocidad de 2425 km/s. Tiene un tamaño visual aparente de 0,41×0,34 minutos de arco.

## SDSS 1133
Cerca de la galaxia, a más de 2.600 años luz de ella, se encuentra una luminosa fuente de rayos X llamada SDSS J113323.97+550415.8 (SDSS1133), en órbita alrededor de Markarian 177. La fuente ha sido estable durante algunas décadas, desde los años 50 hasta los 2000, y la región tiene una emisión de unos 40 años luz de ancho. Puede ser un agujero negro supermasivo expulsado de una galaxia que interactuó con Markarian 177.
Entre las explicaciones alternativas para la fuente de rayos X se encuentra la posibilidad de que se trate de una estrella variable azul luminosa que ha sufrido recientemente una supernova a principios de la década de 2000, cuando durante las cinco décadas anteriores había estado en continua erupción.

## Más información
- Michael Koss; Yanxia Li; Allison Man; Alexei V. Filippenko; Jon C. Mauerhan; Kris Stanek; David Sanders; Laura Blecha et al.. «SDSS1133: Un transitorio inusualmente persistente en una galaxia enana cercana.». Monthly Notices of the Royal Astronomical Society 445: 515-527. Bibcode:2014MNRAS.445..515K. doi:10.1093/mnras/stu1673. 1401.6798.